# 江定仙
江定仙（1912年11月10日—2000年12月23日），中國音乐教育家、学院派作曲家、中央音樂學院教授，也曾擔任中央音乐学院副院长。通過融合中國民樂和西方音樂的技法，為許多中國民樂譜曲，推動了中國民樂的發展。

## 生平
1912年11月10日，江定仙于出生于武汉桥口江家墩，其父江家瑞曾参加辛亥革命和中國共產黨，後與陈潭秋、董必武一起于1920年在国立武昌高师教書。江定仙則在国立武昌高师附小讀書時接觸音樂，曾學唱當時流行的《明月之夜》、《葡萄仙子》以及革命歌曲《工农兵联合起来》、《国际歌》、《少年先锋队队歌》等，亦曾學習演奏竹、铜笛和箫，之後又參加了學生組織了丝竹乐演奏會，演奏過《梅花三弄》等曲目。此外他還學習了五线谱和风琴。
臨近北伐，武昌高师的政治氣氛變得浓厚起來，江定仙加入了社会主义青年团，曾为陈潭秋递送過密信和传单。他讀上高师附中不久後，該校因学生反对石瑛而遭到查封，故而轉讀武汉中学。1927年七一五事件發生，江定仙與家人輾轉匿名前往上海，並以李仲超之名入讀上海艺术大学音乐系，但這所學校在半年后也遭到查封。1928年考取上海美术专科学校音乐系，一年半后因與其他六位同学反对学校解聘钢琴老师冷韵琴而被以“闹风潮”之名開除，該校還通告上海其他學校要求不得錄取這七人。
江定仙借机恢复原名，在1930年考中上海音乐专科学校（今上海音乐学院），師從作曲家黄自，為黄自“四大弟子”之一，同時隨鲍里斯·查哈罗夫輔修钢琴，由此獲得雙學位。在這裡學習期間他创作了一系列歌曲及钢琴曲，包括《挂红灯》、《南乡子》、《岁月悠悠》、《何处望神州》和《静境》等。他創作的《摇篮曲》获亚历山大·齐尔品“中国风味的钢琴作品”二等獎。他在配樂上也有一定研究，曾為《生死同心》谱写主題曲《新中华进行曲》，還給曹禺的《原野》、《罗密欧与朱丽叶》和《塞上风云》配樂。
卢沟桥事变爆发後中断學業，輾轉湘、鄂、川地區，發表《打杀汉奸》、《为了祖国缘故》、《抗战到底》等愛國歌曲。他和自己的學生一起成立搜集、研究民族音乐的“山歌社”，用鋼琴為民歌配樂，著成《中国民歌选》。他编配的《康定情歌》尤其著名，伍正谦和喻宜萱曾在國内各地及倫敦、巴黎演唱此曲。
1942年他成爲担任国立音乐学院作曲系主任，抗战結束後随學院從重庆青木关搬到南京，支持當時的五二〇运动等学生运动。中華人民共和國成立後在各地搜集民樂，在1961年成爲學院副院长。這一時期的作品包括《烟波江上》、《民歌九首》、《十送红军》、《在新建设的城市》等。他曾為《早春二月》配樂，但這部電影被康生定为“大毒草”，他也受此牽連而在文革中受到迫害。文革結束後繼續在中央音樂學院任職，1993年被聘为终身教授。
2000年12月23日在北京逝世，享年89岁。

## 外部連接
- 江定仙在互联网电影资料库（IMDb）上的資料（英文）